# تل العماقي

تعديل مصدري - تعديل

تل العماقي هي إحدى قرى عزلة القارة بمديرية رصد التابعة لمحافظة أبين، بلغ تعداد سكانها 57 نسمة حسب تعداد اليمن لعام 2004.